# Escalier du roi d'Aragon
L'escalier du roi d'Aragon est un escalier creusé dans la falaise calcaire de Bonifacio, commune française de Corse.
Il est ouvert à la visite en toute saison.

## Localisation
L'escalier du roi d'Aragon se trouve en mer Méditerranée, plus précisément au sud de la pointe du Timon sur laquelle a été édifiée la citadelle de Bonifacio, à la pointe Sud de l'« Île de Beauté », et donne sur le détroit nommé « Bouches de Bonifacio » la séparant de la Sardaigne.
Vu de la mer, par bateau, il apparaît de loin comme un trait sombre en oblique, sur toute la hauteur à flanc de falaise, et de près comme un demi-tube évidé dans la pierre.

## Historique
En 1420, Alphonse V d'Aragon revendique l'île à la suite de la concession de la Corse du pape Boniface VIII à son ancêtre, Jacques II. Avec Vincentello d'Istria, nommé vice-roi de Corse, il assiège Bonifacio pendant près de cinq mois.
La colonie génoise résiste et le siège est levé. Selon la légende, l'escalier aurait été creusé en une seule nuit par les Espagnols.
En réalité, cet escalier a été réalisé sur une durée plus longue, par les moines franciscains, pour accéder à la source d'eau potable située dans la grotte Saint-Barthélémy au pied de la falaise,.
Taillé par l'homme directement dans la roche calcaire bonifacienne (calcarénite), l'escalier est composé de 189 marches, selon une inclinaison d'environ 45°; en bas, un cheminement horizontal, à 15 m au-dessus du niveau de la mer, puis un second escalier permet de gagner la grotte.
C'est au-dessus de cette grotte qu'un puits a été creusé au XIXe siècle : le puits Saint-Barthélémy. À l'origine, une chaîne à godets actionnée par une éolienne, permettait de monter l'eau, légèrement saumâtre, relayée ensuite par une noria entrainée par un âne. Les godets se déversaient dans une citerne située a côté de la tour du puits, pouvant contenir 21 700 litres.

## Patrimoine
L'ouvrage, propriété du département, est inscrit au titre des Monuments historiques par arrêté du 22 avril 1994. L'arrêté d'inscription du 16 février 2023 se substitue au précédent.